# Stor-Lappselet
Stor-Lappselet är en sjö i Skellefteå kommun i Västerbotten och ingår i Rickleåns huvudavrinningsområde. Sjön har en area på 0,294 kvadratkilometer och ligger 256,3 meter över havet. Sjön avvattnas av vattendraget Rickleån.

## Delavrinningsområde
Stor-Lappselet ingår i det delavrinningsområde (718115-169612) som SMHI kallar för Ovan Valburån. Medelhöjden är 274 meter över havet och ytan är 19,21 kvadratkilometer. Räknas de 8 avrinningsområdena uppströms in blir den ackumulerade arean 242,01 kvadratkilometer. Avrinningsområdets utflöde Rickleån mynnar i havet. Avrinningsområdet består mestadels av skog (91 procent). Avrinningsområdet har 0,29 kvadratkilometer vattenytor vilket ger det en sjöprocent på 1,5 procent.